# Slovak Open 2002
Lo Slovak Open 2002 è stato un torneo di tennis facente parte della categoria ATP Challenger Series nell'ambito dell'ATP Challenger Series 2002. Il torneo si è giocato a Bratislava in Slovacchia dal 4 al 10 novembre 2002 su campi in cemento indoor.

## Vincitori

### Singolare
Antony Dupuis ha battuto in finale  Karol Beck con il punteggio di 4–6, 6–4, 7–6(1).

### Doppio
Scott Humphries /  Mark Merklein hanno battuto in finale  Leoš Friedl /  David Škoch con il punteggio di 3–6, 6–4, 6–2.